# Hapag-Lloyd
Hapag-Lloyd AG — німецька компанія з міжнародних перевезень та контейнерних перевезень. Hapag-Lloyd була утворена в 1970 році шляхом злиття Hamburg-American Line (HAPAG) і North German Lloyd.

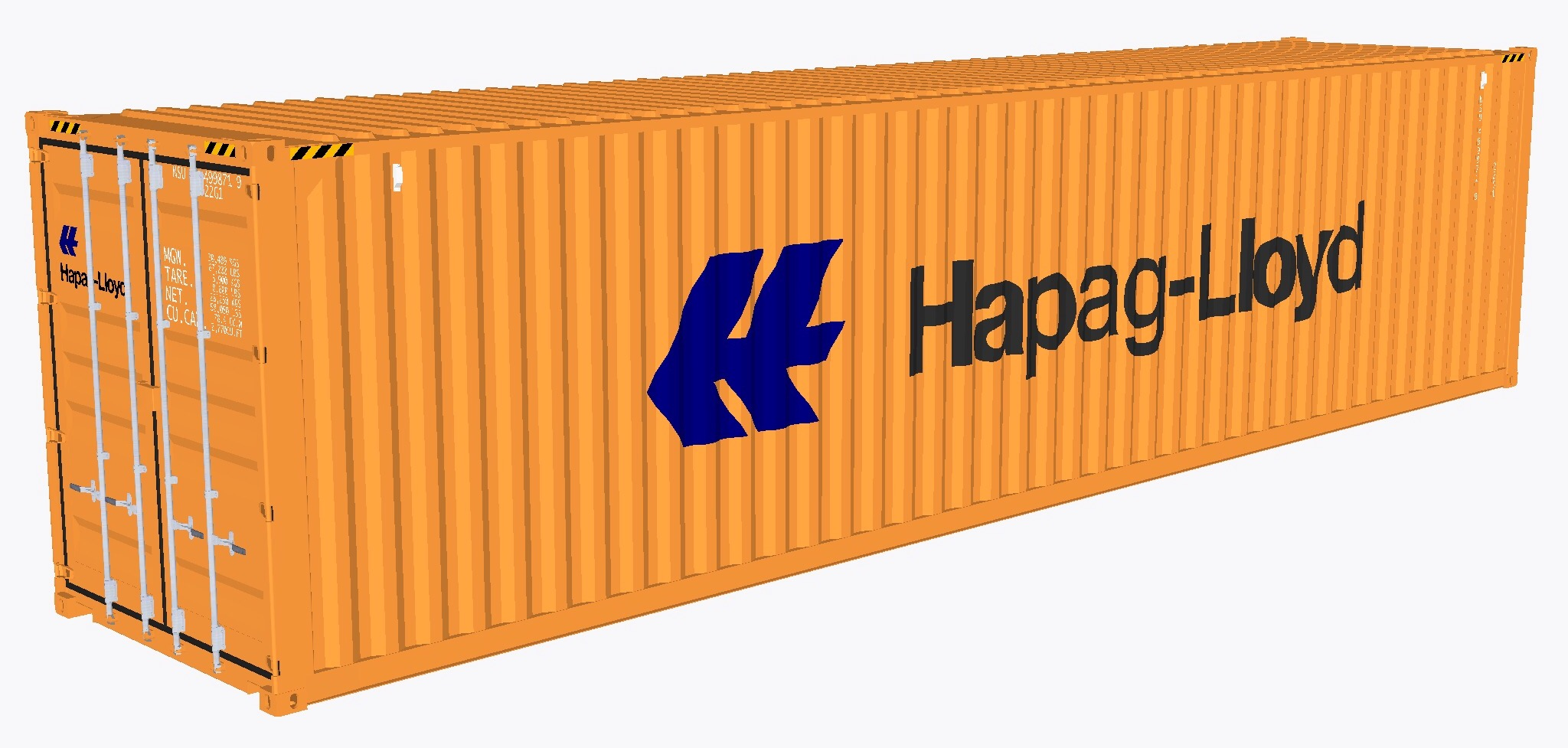
40 футовий контейнер Hapag Lloyd

## Історія
Компанія була утворена 1 вересня 1970 року в результаті злиття двох німецьких транспортно-морських компаній, Hamburg-American Line (HAPAG), яка існувала з 1847 року, і Norddeutscher Lloyd (NDL) або North German Lloyd (NGL), яка була утворений у 1857 році.

### HAPAG
У Гамбурзі було засновано Hamburg-Amerikanische Packetfahrt-Aktien-Gesellschaft для перевезень через Атлантичний океан. У 1912 році Hapag побудував перший океанський лайнер «Великої трійки», Імператор, а за ним його брат Фатерланд. Третя сестра, Бісмарк, будувалася на початку Першої світової війни і була завершена після війни для White Star Line як Majestic. Це були перші лайнери, які перевищили 50 000 тонн брутто і довжину 900 футів. Під час Першої світової війни більшість кораблів Hapag із 175 кораблів було знищено, а більшість кораблів, що вціліли (включаючи «Велику трійку»), довелося передати стороні-переможцю в якості репарацій. Після закінчення війни Hapag відновив свій флот із набагато меншими кораблями, ніж до війни, але їхній флот знову був в основному знищений під час Другої світової війни, а вцілілі кораблі передані союзним державам.

### Norddeutscher Lloyd
Norddeutscher Lloyd (NDL) було створено в 1857 році в місті-штаті Бремен, пропонуючи пасажирські та вантажні перевезення між Бременом і Нью-Йорком, з акцентом на еміграцію до Сполучених Штатів. Сервіс розпочався в червні 1858 року з «Бремена», першого з чотирьох пароплавів[, і компанія заснувала свою американську базу в Хобокені, штат Нью-Джерсі. NDL зрештою побудував великий флот кораблів, які перевозили багато тисяч емігрантів на захід, лише в 1913 році через Атлантику було перевезено близько 218 000 пасажирів.
Початок Першої світової війни призвів до інтернування 32 суден у портах США, статус пізніше змінився на конфіскацію, коли США вступили у війну в 1917 році. Аналогічно, його база Хобокен була конфіскована і передана ВМС США, які використовували її як перевантажувальний пункт протягом усього часу. Як і у випадку з HAPAG, кораблі NDL, які пережили війну, були в кінцевому підсумку конфісковані як відшкодування, що дозволило компанії почати все з нуля.

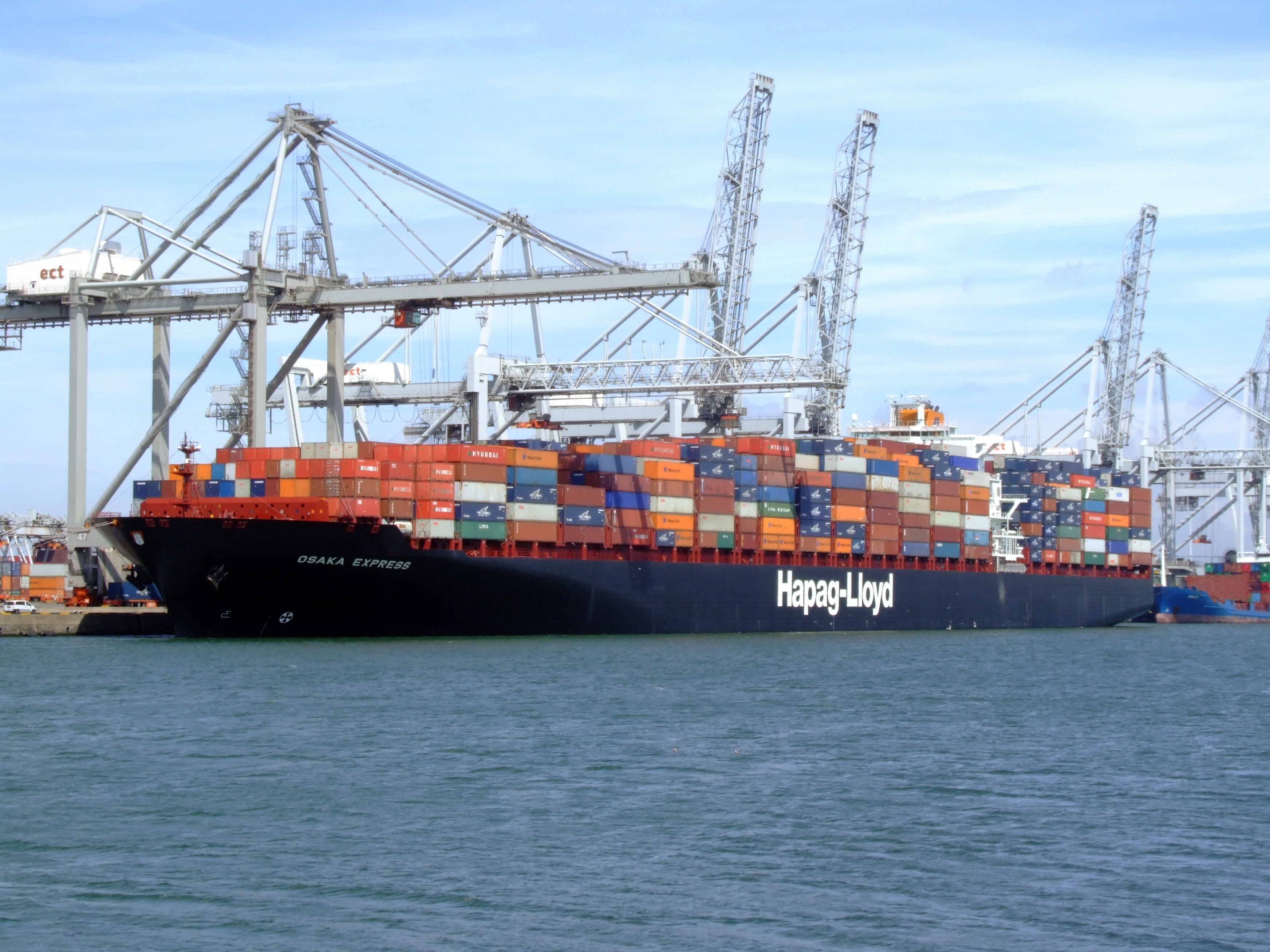
Osaka Express компанії Hapag-Lloyd в порту Роттердама

### Hapag-Lloyd
Hapag і NGL продовжували конкурувати, поки не створили спільне підприємство контейнерної лінії. Контейнерна лінія Hapag-Lloyd, заснована в 1967 році і функціонує з 1968 року, була створена для спільного використання величезних інвестицій, пов'язаних з контейнеризацією флотів. Ці дві компанії остаточно об’єдналися 1 вересня 1970 року під назвою Hapag-Lloyd.
Hapag-Lloyd була придбана в 1998 році Preussag AG (з 2002 року під назвою TUI AG (Ганновер)), туристичним конгломератом, і стала її дочірньою компанією у повній власності у 2002 році.
У серпні 2008 року TUI оголосила про намір продати всю свою частку в судноплавній діяльності Hapag-Lloyd до кінця цього року. Промислові спекуляції передбачали, що ціна продажу становить приблизно 5,9 мільярда доларів США.
У жовтні 2019 року Hapag-Lloyd придбала 10-відсоткову частку в контейнерному терміналі 3 (TC3) порту Tangier Med 2 в Марокко.

## Флот
| Клас корабля             | Побудований  | Ємність (TEU) | Кораблі в класі | Примітки                                                     |
| ------------------------ | ------------ | ------------- | --------------- | ------------------------------------------------------------ |
| Hamburg Express-class    | 2011–2014    | 13,177        | 10              |                                                              |
| A13-class                | 2011–2012    | 13,296        | 9               | Originally built for the United Arab Shipping Company (UASC) |
| A15-class                | 2014–2017    | 14,993        | 11              | Originally built for the United Arab Shipping Company (UASC) |
| A18-class                | 2015–2016    | 19,870        | 6               | Originally built for the United Arab Shipping Company (UASC) |
| Valparaiso Express-class | 2016–2017    | 11,519        | 5               |                                                              |
| Megamax-class            | 2023–onwards | 23,500+       | 12              | To be built at Daewoo Shipbuilding & Marine Engineering      |

## Круїзні суда
Компанія також має флот круїзних лайнерів. Hapag-Lloyd Kreuzfahrten була колишньою дочірньою компанією круїзних суден Hapag-Lloyd AG. У 2008 році TUI Group інтегрувала Hapag LLoyd Kreuzfahrten. У 2020 році Hapag Lloyd Kreuzfahrten було продано TUI Cruises, спільному підприємству TUI та Royal Caribbean. Тут наведено лише судна, які раніше експлуатувалися Hapag-Lloyd AG.

### Поточний флот
| Name                  | Побудований | Тоннаж    | На службі круїзів HAPAG-LLOYD | Зображення |
| --------------------- | ----------- | --------- | ----------------------------- | ---------- |
| Europa                | 1999        | 28,890 GT | 1999-теперішній час           |            |
| Europa 2              | 2013        | 42,830 GT | 2013-теперішній час           |            |
| Hanseatic Inspiration | 2019        | 15,540 GT | 2019-теперішній час           |            |
| Hanseatic Nature      | 2019        | 15,540 GT | 2019-теперішній час           |            |
| Hanseatic Spirit      | 2021        | 15,540 GT | 2021-теперішній час           |            |

## Див.також
- Інтермодальні перевезення
- Контейнерні перевезення
- Список найбільших контейнеровозів